# Tjørnuvík
Tjørnuvík (IPA: [ˈtʃʰœdnʊvʊik], danska: Tjørnevig) är en by på Färöarna, belägen på ön Streymoys nordsida. Samhället är öns nordligast belägna och ligger i en bukt omringat av höga berg. Vid folkräkningen 2015 hade samhället 54 invånare. Tjørnuvík är en av Färöarnas äldsta byar efter de flera arkeologiska fynd som gjorts.

## Historia
Den gamla kyrkan flyttades 1858 till Saksun och först 1937 fick Tjørnuvík sin nuvarande kyrka. Flera arkeologiska fynd, främst i form av gravar från vikingatiden gjordes 1956. 

## Befolkningsutveckling
| Befolkningsutvecklingen i Tjørnuvík 1985–2015 | Befolkningsutvecklingen i Tjørnuvík 1985–2015 | Befolkningsutvecklingen i Tjørnuvík 1985–2015 | Befolkningsutvecklingen i Tjørnuvík 1985–2015 | Befolkningsutvecklingen i Tjørnuvík 1985–2015 |
| --------------------------------------------- | --------------------------------------------- | --------------------------------------------- | --------------------------------------------- | --------------------------------------------- |
|                                               |                                               |                                               |                                               |                                               |
| År                                            |                                               |                                               | Folkmängd                                     |                                               |
| 1985                                          | 1985                                          |                                               | 73                                            |                                               |
| 1990                                          | 1990                                          |                                               | 75                                            |                                               |
| 1995                                          | 1995                                          |                                               | 71                                            |                                               |
| 2000                                          | 2000                                          |                                               | 67                                            |                                               |
| 2005                                          | 2005                                          |                                               | 72                                            |                                               |
| 2010                                          | 2010                                          |                                               | 70                                            |                                               |
| 2015                                          | 2015                                          |                                               | 54                                            |                                               |
|                                               |                                               |                                               |                                               |                                               |